# Martin Jakobsson
Martin Jakobsson, född 1966, är en svensk maringeolog och geofysiker. Sedan 2009 är Martin Jakobsson professor vid Stockholms universitet. 
Martin Jakobsson blev filosofie doktor år 2000 vid Stockholms universitet. Han var postdoc vid Center for Coastal and Ocean Mapping/Joint Hydrographic Center, University of New Hampshire och blev docent 2003.
Hans  forskning har bland annat inkluderat Arktiska oceanens glaciationshistoria, det västantarktiska istäcket, glaciala landformer och geofysisk kartläggning av havsbottnar med akustiska metoder. Martin Jakobsson har deltagit i många expeditioner till Arktis och Antarktis sedan 1994, varav tre till Nordpolen 1996, 2004 och 2005.  
Martin Jakobsson invaldes 2012 som ledamot av Kungliga Vetenskapsakademin och är sedan 2016 dess 1:e vice preses. Han blev invald till Kungliga Örlogsmannasällskapet 2013. Han är vice ordförande för General Bathymetric Chart of the Oceans (GEBCO) 

### Fotnoter
1. ↑  ”Två geovetare invalda i akademien”. Kungliga Vetenskapsakademin. 18 december 2012. Arkiverad från originalet den 14 juli 2015. https://web.archive.org/web/20150714103254/http://www.kva.se/sv/Nyheter/2012/Tva-geovetare-invalda-i-akademien/. Läst 11 december 2015.